# Philip Clayton
Philip Clayton (* 1955) ist ein US-amerikanischer Philosoph und Theologe, der der Prozesstheologie nahesteht.

## Leben
Clayton erwarb im Jahr 1978 seinen B.A. in Philosophie am Westmont College summa cum laude. Anfänglich noch evangelikal orientiert besuchte er anschließend das Fuller Theological Seminary, an dem er den Abschluss als M.A. erwarb. Clayton setzte 1981 bis 1983 sein Studium als DAAD-Austauschstudent an der Ludwig-Maximilians-Universität München in München bei Wolfhart Pannenberg fort. Ab 1984 studierte er an der Yale University, an der er seine Dissertation mit dem Titel Explanation from Physics to the Philosophy of Religion: Continuities and Discontinuities. (Erklärungen der Physik für die Religionsphilosophie. Kontinuitäten und Diskontinuitäten) bei Louis Dupré verfasste. 1986 erwarb er den PhD gemeinsam sowohl für Religionswissenschaft als auch für Philosophie.
Seine erste Stelle als Dozent erhielt Clayton im Frühjahr 1986 am Haverford College als Visiting Assistant Professor. Ab 1986 unterrichtete er dann als Assistenzprofessor am Williams College. 1990 bis 1991 war er Fulbright Senior Research Fellow in München, bevor er 1991 an die Sonoma State University wechselte, wo er 1998 einen Lehrstuhl erhielt. In dieser Zeit war er erneut in München als Alexander-von-Humboldt-Professor (1994–1995) und als Gastprofessor der Divinity School in Harvard (2001–2002). In den Jahren 2002 und 2003 erhielt er ein Stipendium (Templeton Research Grant) zur Mitwirkung an einem interdisziplinären Projekt zur Erforschung der Emergenz und Veröffentlichung eines Buches zu diesem Thema. Im Jahr 2003 wechselte er auf die Stelle des Ingraham Professors und Dekans an der Claremont School of Theology verbunden mit einer Professur für Philosophie und Religion sowie der Position des Provost an der Claremont Graduate University. Es erfolgten erneute Gastprofessuren in Cambridge am St Edmund’s College (Frühjahr 2006) und an der Harvard Divinity School sowie dem Harvard University’s Center for the Study of World Religions (2006–2007).
Clayton hat während seiner Lehrtätigkeit die Gruppe für systematische Theologie der American Academy of Religion gegründet. Ein wichtiges Forschungsprojekt war das Science and Spiritual Quest Program an der Universität Berkeley, an dem weltweit über 100 Wissenschaftler den Zusammenhang von Wissenschaft, Ethik, Religion und Spiritualität untersucht haben. Clayton hatte hierbei die Position eines Principal Investigators inne. Daneben hat er für diverse Projekte Stipendien einwerben können und eine Vielzahl von Gastvorträgen gehalten.

## Lehre
Claytons Forschungsschwerpunkte liegen in der Untersuchung des Verhältnisses von Naturwissenschaften und Religion, in der Prozesstheologie sowie der Religionsphilosophie. Dabei setzt er sich besonders mit Fragen der Gegenwart in den Bereichen Ökologie, Religion und Gesellschaft sowie der Ethik auseinander. Thematisch gilt seine besondere Aufmerksamkeit der Frage der Emergenz, dem Leib-Seele-Problem und der Gemeinsamkeit der verschiedenen Religionen.
Explanation from Physics to Theology: An Essay in Rationality and Religion (1989) ist ein wissenschaftstheoretisch orientiertes Buch, in dem sich Clayton mit der Frage der Rationalität religiöser Überzeugungen auseinandersetzt. Ausgehend von der Frage, was eine gute wissenschaftliche Erklärung ist, setzt er sich mit den Theorien der Wissenschaftlichkeit in den Fachwissenschaften auseinander. Dabei dient ihm die Methode der Forschungsprogramme, wie sie Imre Lakatos entwickelt hat, als Leitfaden. In der Anwendung auf theologische Fragen verteidigt er die These, dass auch die Religionswissenschaften ihre Berechtigung im Kanon der allgemeinen Wissenschaften haben.
Das Buch God and Contemporary Science (1998) wurde mit dem Templeton-Buch-Preis ausgezeichnet. Clayton setzt sich hier mit dem Verhältnis der Theologie und der modernen Wissenschaften auseinander. Für ihn schließen die empirischen Befunde der Wissenschaften nicht aus, dass ganzheitliche Weltbilder, seien sie durch die Philosophie oder die Theologie formuliert, eine notwendige Ergänzung der Forschungen darstellen. Er setzt sich mit den Aussagen etwa der Quantenmechanik, der Theorien über die Entstehung des Kosmos, der Chaostheorie, der Theorie der Selbstorganisation, den Neurowissenschaften oder der Emergenz auseinander und verbindet diesen Theorien eine panentheistische Theologie. Dabei versucht er aufzuzeigen, dass sowohl das alte, als auch das neue Testament nicht im Widerspruch mit einem Panantheismus stehen, sondern im Einklang damit gelesen werden können.
Emergenz ist ein neues Schlagwort, möglicherweise ein neues Paradigma für das Verständnis der modernen Wissenschaften, der Philosophie des Geistes und der Theologie. Clayton setzt sich in dem Buch Mind and Emergence: From Quantum to Consciousness (2006) intensiv mit den Phänomen der Emergenz auseinander. Diese zeigen, dass es nicht reduzible Ebenen in den Bereichen der Physik, der Chemie und der Biologie gibt, die einen neuen Zugang zum Phänomen des Bewusstseins fordern. Dieses ist weder gleichzusetzen mit reinen Gehirnzuständen (Physikalismus), noch ist es eine eigenständige Entität, die man als mentale Substanz oder Seele bezeichnen kann (Dualismus). Auch ist es nicht notwendig, Emergenz an die klassische Theologie zu binden. Aus dieser Einsicht entwickelt Clayton das Konzept eines emergenten Panentheismus und einer konstruktivistischen christlichen Theologie, die mit den Erkenntnissen der modernen Wissenschaften in Einklang steht.
In Die Frage nach der Freiheit: Biologie, Kultur und die Emergenz des Geistes (2007) setzt sich Clayton mit dem Problem auseinander, dass die modernen Neurowissenschaften und die biologischen Evolutionstheorien es deutlich erschweren, von einem freien Willen und der These des Indeterminismus auszugehen. Clayton entwickelt hier eine Handlungstheorie, die sowohl mit den modernen biologischen Erkenntnissen konsistent ist als auch mit vielen Intuitionen, dass der Mensch ein moralisch handelndes Wesen sei. Dabei vertritt er die These, dass Religion und Fragen des Glaubens eine wichtige Rolle für das Verständnis spielen, dass der Mensch in der natürlichen Welt zumindest manchmal frei handeln könne. Freiheit ist für Clayton ein emergentes Phänomen, dessen höchste Entwicklungsstufe im menschlichen Geist zum Ausdruck kommt.
Das Buch Transforming Christian Theology: For Church and Society (2009) ist eine Aufforderung an die Kirchen und an progressive Christen, in der modernen Gesellschaft Position zu beziehen und durch eine Neuformulierung ihrer theologischen Aussagen Einfluss auf die neuen Entwicklungen in der Gesellschaft zu nehmen. Es ist eine Aufforderung, zu Reflexion über die christliche Identität und zu den Problemen einer globalen und pluralistischen Gesellschaft Stellung zu beziehen. Insbesondere für die Theologie ist es eine Aufforderung, sich der Kommunikation über die neuen Medien zu stellen. Die Reaktionen in der modernen Welt sind viel unmittelbarer als in der Vergangenheit. Dazu passt, dass die Prozesstheologie ein neues Gottesbild vermittelt. Geprägt durch die Antike und das Mittelalter war es in der Vergangenheit nicht möglich, sich einen Gott vorzustellen, der mit der Welt interagiert, ohne die Allmacht Gottes infrage zu stellen. In der Prozesstheologie ist Gott in die Welt eingebunden. Er nimmt die Tatsachen in der Welt auf und gibt seine Antwort an jeden einzelnen und unmittelbar. Deshalb ist Theologie nicht Sache abgehobener, akademischer Kirchenlehrer, sondern betrifft jeden Einzelnen. Jeder ist für sein christliches Denken und sein christliches Auftreten in der Gesellschaft verantwortlich.
In Religion and Science: The Basics (2011) argumentiert Clayton dafür, dass die überkommene Auffassung, beide seien unverträglich, überwunden werden kann und muss. Die beiden Sphären sind die mächtigsten Kräfte, die die moderne Welt prägen. Zunächst stellt er die aktuelle Debatte breit dar. Explizit behandelt er die Gegensätze von Intelligent Design und neuem Atheismus, von wissenschaftlicher und religiöser Ethik in Hinblick auf Designer Drogen, künstliche Intelligenz und Stammzellenforschung sowie in kritischer Auseinandersetzung mit Richard Dawkins die zukünftige Bedeutung von Wissenschaft und Religion. Hierbei zieht er die Positionen unterschiedlicher Religionen zu den aufgeworfenen Themen zu Rate. Clayton bemüht sich dabei um eine neutrale Position und fordert den Leser auf, sich eine eigene Meinung zu bilden. Welche Argumente überzeugen am meisten? Mit welcher Position würde der Leser sich selber identifizieren? (S. 17) Clayton zeichnet die wechselseitigen Abhängigkeiten von Religion und Wissenschaft nach, gibt aber zu den aufgeworfenen Fragen keine Antworten, sondern fordert den Leser am Ende zum eigenen Denken auf:  „Das sind jetzt Ihre Fragen.“ (S. 167)

## Schriften
Monographien
- Explanation from Physics to Theology, New Haven: Yale University Press, 1989. (Deutsch: Rationalität und Religion: Erklärung in Naturwissenschaft und Theologie. Schöningh, Paderborn 1992)
- Das Gottesproblem I.: Gott und Unendlichkeit in der neuzeitlichen Philosophie. Schöningh, Paderborn 1996, Band II: Moderne Lösungsversuche. Schöningh 2002
- God and Contemporary Science, William B. Eerdmans, Grand Rapids, MI  1998.
- The Problem of God in Modern Thought, William B. Eerdmans, Grand Rapids, MI  2000. (Rezension; PDF; 83 kB)
- Mind and Emergence: From Quantum to Consciousness, Oxford University Press, 2004. (Deutsch: Emergenz und Bewusstsein: evolutionärer Prozess und die Grenzen des Naturalismus. Vandenhoeck and Ruprecht, Göttingen 2008) (Rezension; PDF; 106 kB)
- Die Frage nach der Freiheit: Biologie, Kultur und die Emergenz des Geistes in der Welt; Frankfurt Templeton Lectures 2006, Vandenhoeck and Ruprecht, Göttingen 2007 (Englische Ausgabe: In Quest of Freedom: The Emergence of Spirit in the Natural World, 2009). (Rezension; PDF; 153 kB)
- Adventures in the Spirit: God, World, and Divine Action, Minneapolis: Fortress Press, 2008.
- (mit Tripp Fuller) Transforming Christian Theology: For Church and Society, Minneapolis: Fortress Press, 2009. (Rezension)
- (mit Steven Knapp) The Predictament of Belief: Science, Philosophy, and Christian Minimalism, Oxford University Press, 2011. (Three Questions for Philip Clayton (Blog-Kommentar))
- Religion and Science: The Basics, Routledge 2012 (Rezension)

Herausgeberschaften
- Science and the Spiritual Quest: New Essays by Leading Scientists, London and New York: Routledge, 2002.
- In Whom We Live and Move and Have our Being: Panentheistic Reflections on God's Presence in a Scientific World (mit Arthur Peacocke), William B. Eerdmans, Grand Rapids, MI  2004.
- Evolution and Ethics (mit Jeff Schloss), Eerdman’s 2004.
- The Re-Emergence of Emergence: The Emergentist Hypothesis from Science to Religion (mit Paul Davies), Oxford University Press, 2006. (Inhalt und Einleitung von Philip Clayton; PDF; 222 kB)
- The Oxford Handbook of Religion and Science (mit Zachary Simpson), Oxford University Press, 2006.
- Practicing Science, Living Faith: Interviews with Twelve Leading Scientists (mit Jim Schaal), Columbia University Press, New York 2007.